# 卿希泰
卿希泰（1927年12月—2017年2月17日），男，四川三台人，中华人民共和国哲学家、宗教学家，中华人民共和国道教学研究的开拓者。

## 生平
卿希泰生于三台县。1947年考进四川大学法律系。当时，中共地下党领导的“反饥饿、反内战、争民主、争温饱”运动席卷包括成都在内的国统区。1948年4月9日，卿希泰参加了四川大学学生發起的“争取平价米”请愿（“四九运动”），卿希泰等学生进入省政府大院，军警驱散请愿队伍，逮捕200余名学生。次日，成都学生运动获得全国舆论声援，迫使四川省政府释放学生，并发放平价米。
在校期间，卿希泰加入中共地下党领导的青年社团“中国火星社”，任该社四川大学分社社长。同时，卿希泰又取鲁迅《南腔北调集》的“南腔北调”之名，创办了学生社团“南北社”。1949年中国人民解放军攻占成都后，卿希泰参与接管四川大学。1951年毕业，留校担任法律系秘书兼助教。1952年加入中国共产党。
1952年，卿希泰被保送到中国人民大学哲学系，是第一届马列主义研究班哲学分班学员。1954年研究生毕业后，回到四川大学马列教研室任教。1959年，卿希泰负责创建四川大学哲学系，担任四川大学哲学系总支书记兼副系主任、副教授。四川大学哲学系是当时中国西南地区第一个哲学系。
回到四川大学任教后，卿希泰开始马克思主义哲学教学研究工作，在1960年代前期转向思想方法论及明清之际以唐甄为重点的启蒙思想研究。但在四川大学“四清”运动及此后的“文革”初期，卿希泰因研究唐甄思想而被定为“党内的反动学术权威”，遭受红卫兵批斗并被关进四川大学里的“牛棚”。四川大学的领导对卿希泰有所保护，在学生红卫兵批鬥中，学校有关领导到卿希泰家要求他千万不要因批斗而自杀，卿希泰表示自己历史清白，决不会自杀。
后来红卫兵的监管逐渐放松，卿希泰利用时间阅读马列主义著作及中国哲学史著作。卿希泰反思了以往的研究工作，认为中国哲学界过去对儒家思想研究较多，对佛教、道教的研究特别是对道教思想的研究很欠缺。卿希泰还得知1968年在日本、1972年在意大利举办了道教研究国际学术会议，中国内地无人与会。文革中后期，开始研究道教思想。
1980年9月，经中华人民共和国教育部批准，四川大学宗教学研究所（后更名为四川大学道教与宗教文化研究所）成立，卿希泰任所长，该所是中华人民共和国高校中首个宗教学专门研究机构。在卿希泰领导下，该所在宗教学领域先后创造了中华人民共和国高校中的多项第一：1982年创办第一份宗教学学术刊物《宗教学研究》、第一个宗教学硕士学位授权点；1990年创办第一个宗教学博士学位授权点；1992年成为第一个宗教学省级重点学科；2003年成为第一个宗教学专业独立的哲学博士后流动站；2005年成为第一个宗教学专业的国家“985工程”哲学社科创新基地。
卿希泰是中华人民共和国时期道教学研究的开拓者，编著道教研究著作20多部，发表学术论文百余篇，15次获国家级、省部级优秀科研成果奖（其中7次为一等奖）。
卿希泰还曾任国家哲学社会科学“八五”、“九五”宗教学学科规划小组成员，国家教委第一届全国高校哲学学科教学指导委员会委员，中国宗教学会副会长，中国老子道学文化研究会顾问，成都市道教协会顾问，国家“985工程”宗教、哲学与社会研究创新基地首席专家。
2017年2月17日，卿希泰在成都病逝，享年89岁。

## 著作
- 《中国道教思想史纲》
- 《中国道教史》
- 《中国道教思想史》
- 《宗教学研究》（主编）
- 《儒释道博士论文丛书》（主编）
- 《中国宗教与中国社会》系列丛书（主编）